# Toronto-Dominion Centre
El Toronto-Dominion Centre, o  T-D Centre, es un complejo de edificios situado en el centro de Toronto, Ontario, Canadá, que comprende seis torres y un pabellón cubiertos con cristal tintado de bronce y acero pintado de negro. Sirve como sede mundial del Toronto-Dominion Bank, y también suministra espacios de oficinas y comerciales para muchas otras empresas. Unas 21.000 personas trabajan en el complejo, haciéndole el más grande de Canadá.
El proyecto fue inspiración de Allen Lambert, antiguo Presidente de la Junta del Toronto-Dominion Bank. Phyllis Lambert recomendó a Ludwig Mies van der Rohe como consultor de diseño a los arquitectos John B. Parkin and Associates y Bregman + Hamann, y a Fairview Corporation como promotora. Las torres fueron completadas entre 1967 y 1991. Se construyó otro edificio fuera del campus, que se compró en 1998. Parte del complejo, descrita por Philip Johnson como el "Mies más grande del mundo," fue designada bajo la Ontario Heritage Act en 2003, y recibió una placa del Ontario Heritage Trust en 2005.

## Diseño

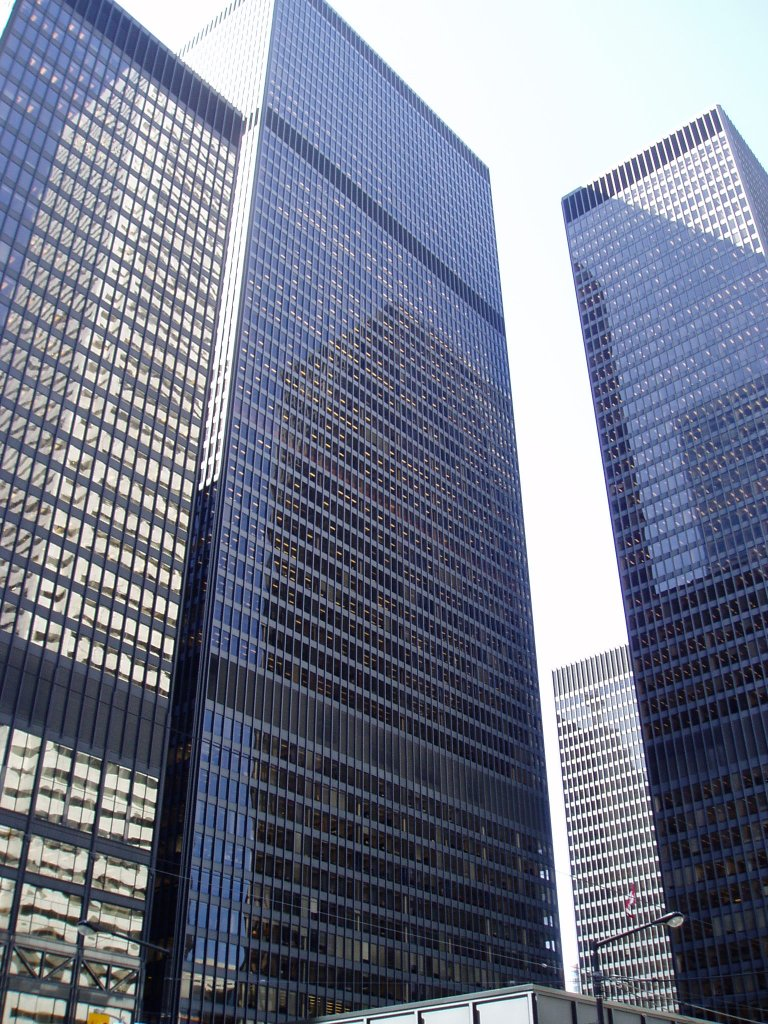
Tres torres del Toronto-Dominion Centre (de izquierda a derecha): torre Ernst & Young, torre Toronto-Dominion Bank, y torre Royal Trust

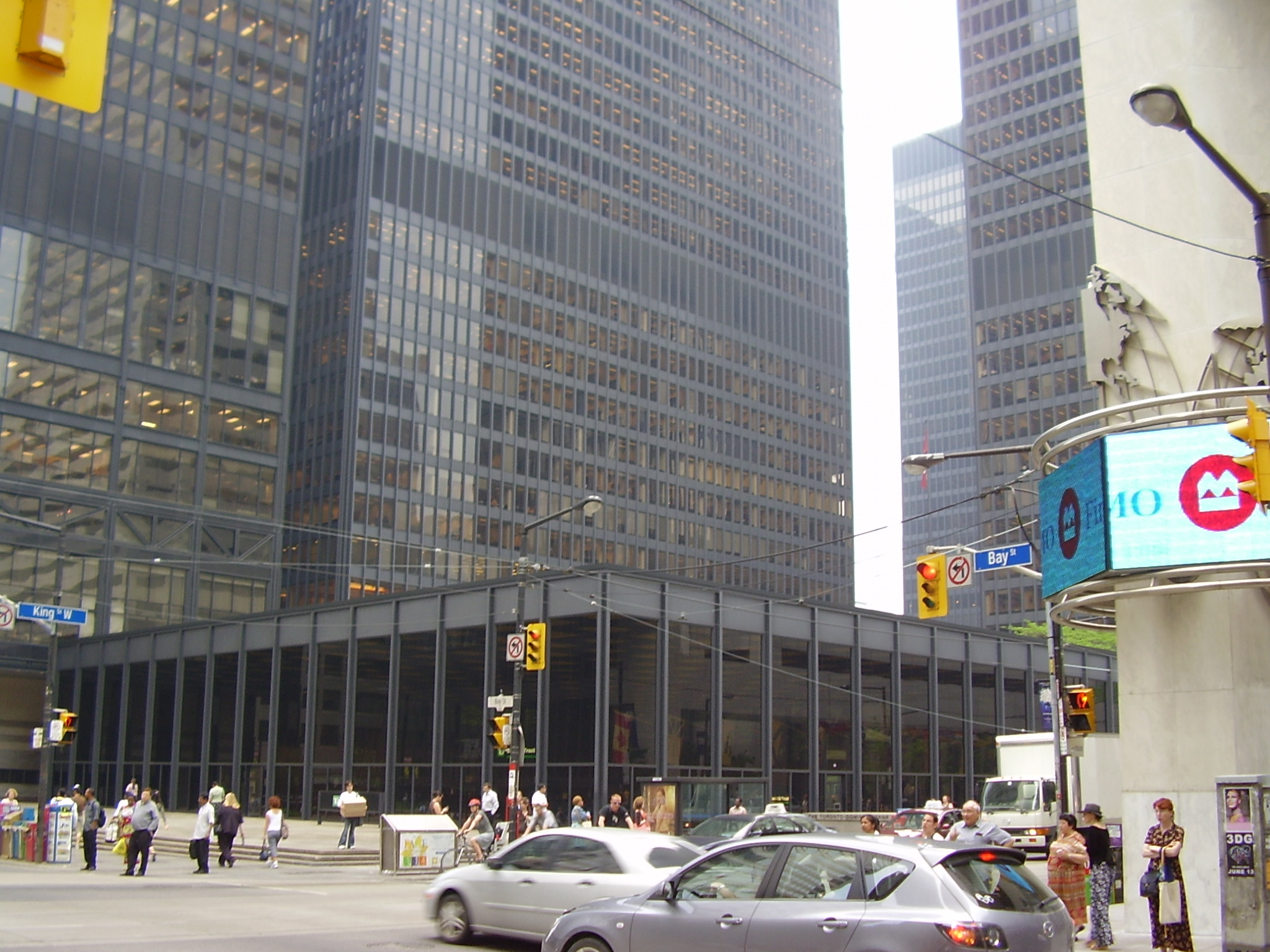
Toronto-Dominion Centre visto desde las calles King y Bay, con el pabellón del banco en el centro primer plano

Como a Ludwig Mies van der Rohe se le dio "prácticamente manos libres para crear el Toronto-Dominion Centre," el complejo, en conjunto y en sus detalles, es un ejemplo clásico de su toque único en el Estilo Internacional, y representa la evolución del período norteamericano de Mies, que comenzó en 1957 con el Edificio Seagram en Nueva York.

### Complejo y orden
Al igual que el Seagram, y varios proyectos posteriores de Mies, el Toronto-Dominion Centre sigue el tema del edificio de acero y cristal oscuro rígidamente ordenado situado en una plaza abierta, rodeada por un tejido urbano preexistente denso y errático. El  T-D Centre, sin embargo, comprende una colección de estructuras distribuidas en un zócalo de granito, reguladas en tres dimensiones de la escala más grande a la más pequeña, en una cuadrícula de 1,5 m² ordenada matemáticamente. Originalmente se concibieron tres edificios: un bajo pabellón bancario en la esquina de las Calles King y Bay, la torre principal en el centro del solar, y otra torre en la esquina noroeste, cada edificio separado del de al lado por una fila de la cuadrícula, permitiendo que las vistas se "deslicen" abierto o cerrado según el observador se mueve por el patio. El patrón rectilíneo de los adoquines de granito Saint-Jean sigue la cuadrícula, sirviendo para organizar y unificar el complejo, y el material del suelo de la plaza se extiende por los vestíbulos de cristal de la torre y el pabellón del banco, difuminando la distinción entre espacio interior y exterior. Los huecos restantes entre los edificios crean espacio para una plaza formal en el norte, llamada posteriormente Oscar Peterson Square en 2004, que contiene Bronze Arc de Al McWilliam, y una extensión de césped en el norte, con la escultura The Pasture de Joe Fafard; que fueron los primeros ejemplos de espacios exteriores públicos a gran escala en el centro de Toronto.
Phyllis Lambert escribió del complejo y la disposición de sus elementos:

Con el Toronto-Dominion Centre, Mies realizó una arquitectura de movimiento, y al mismo tiempo, mediante relaciones proporcionales entre las partes y el todo, y mediante el restringido uso de materiales nobles, es también una arquitectura de reposo. El movimiento de la luz a través de las superficies de los edificios, tocando los parteluces como instrumentos de cuerda, y la orquestación de los edificios es paradigmáticamente sinfónico.

Se añadieron más estructuras en las décadas posteriores, fuera de la periferia del complejo original (dado que no eran parte del proyecto de Mies del  T-D Centre ) pero se sitúan lo suficiente cerca, y en lugares tales, para parecer visualmente dentro del complejo, formando los límites oeste y este del césped, y el límite este de la plaza.

### Torres
La altura de las dos torres de Mies está en proporción a su anchura y longitud, aunque todas tienen diferentes alturas. Todas, excepto el 95 Oeste de la calle Wellington, tienen una estructura y exterior similar: La estructura es de acero, incluido el núcleo (que contiene ascensores, escaleras, baños, y otros espacios de servicio), y las plantas son de hormigón vertido en una plataforma de acero. El lobby tiene una altura doble en la planta baja, articulado por grandes paneles de vidrio retranqueado de la línea de columnas exterior, proporcionando un voladizo alrededor del perímetro del edificio, detrás del cual los núcleos de ascensores, revestido de travertino, son los únicos elementos que tocan el suelo. Por encima del suelo, la fachada del edificio es un muro cortina hecho de cristal tintado de bronce en un armazón de acero negro mate, con secciones I expuestas unidas a los montantes verticales y las columnas estructurales; los módulos del muro cortina son de 1,5 m por 2,7 m, por lo que se ajustan a las proporciones generales del complejo.
En la planta accessible más alta de la Toronto-Dominion Bank Tower había una gran plataforma de observación cubierta, que, como la torre era la más alta de la ciudad, permitía vistas sin obstrucciones del entonces downtown en rápido desarrollo y del Lago Ontario en el sur. Esta planta ha sido convertida desde entonces en espacio de oficinas de alquiler. En la planta de abajo hay un restaurante en el lado sur, y las oficinas corporativas del Toronto-Dominion Bank y sala de juntas en el norte. Los interiores de estos espacios también fueron diseñados por Mies e incluían sus amplios planes de paneles de madera ricos y sin adornos, armarios independientes como particiones, escritorios de madera. También colocó algunos de los muebles que había diseñado previamente con Lilly Reich, como la Silla Barcelona, la otomana Barcelona y la Silla Brno. Al lado de la sala de juntas en la esquina noreste y la Sala Thompson en la esquina noroeste, las áreas de servicio están ocultas dentro de muros de madera.

### Pabellón y centro comercial

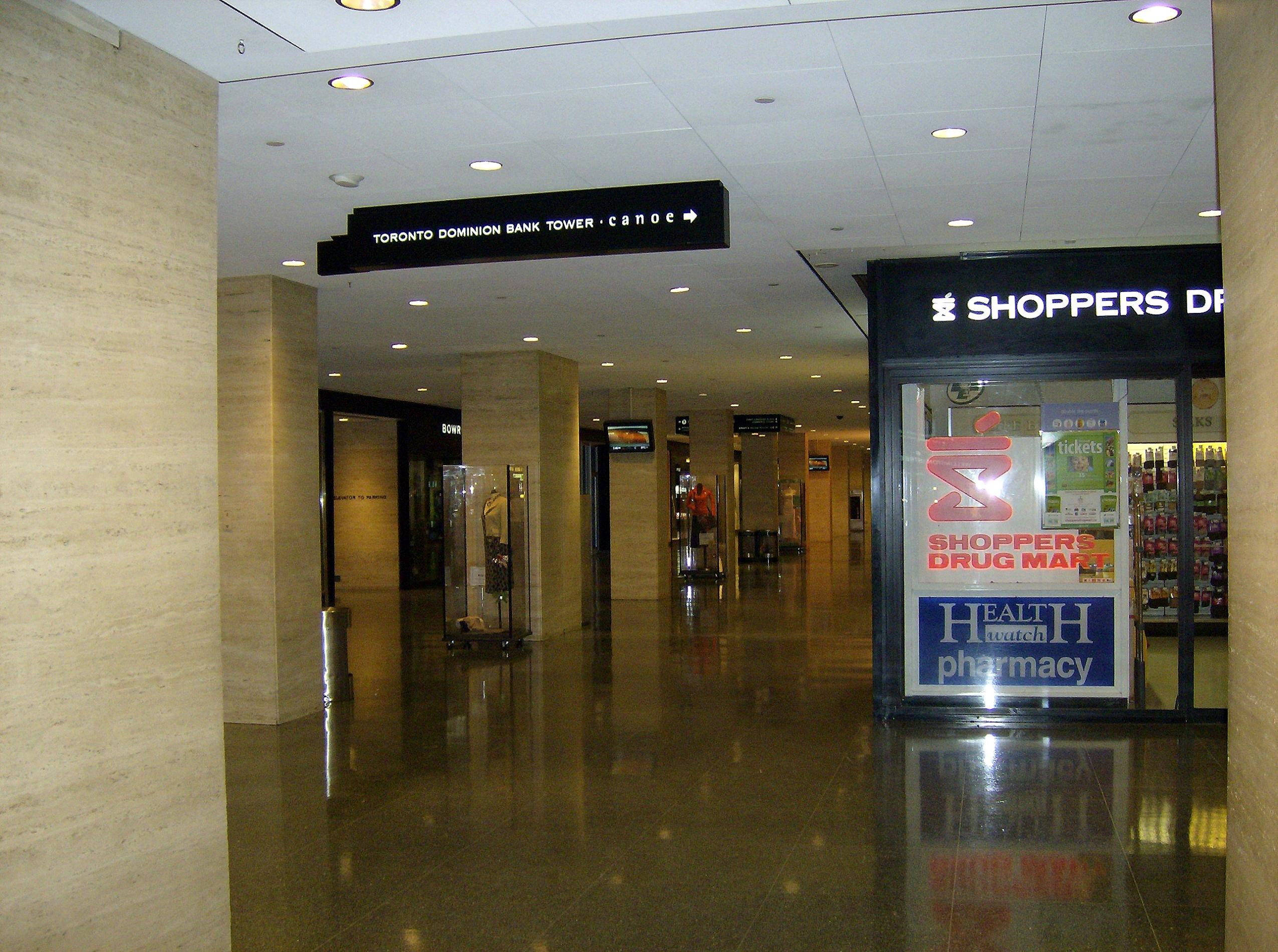
Vista de la galería subterránea, con los signos de aluminio negro ordenados por Mies.

El pabellón del banco es una estructura de dos plantas que contiene la principal sucursal del banco (ahora llamado TD Canada Trust). Contiene 15 módulos de 22,9 m² en un único espacio interior, con áreas más pequeñas dentro del pabellón acordonadas usando mostradores y gabinetes, todos construidos con los típicos materiales ricos de la paleta de Mies ( mármol, roble inglés, y granito). El techo del edificio está compuesto por vigas de acero de sección I, cada una sostenida en solo una columna de acero de sección I en cada extremo, todo esto combinado para crear un techo reticular que descansa en una fila de columnas correspondientes e igualmente espaciadas alrededor del perímetro. Esta estructura fue un desarrollo adicional del pabellón de la oficina de correos del Federal Center en Chicago, que tenía menos columnas y un balcón en la segunda planta, y precursor de la Neue Nationalgalerie construida en Berlín en 1968, que tenía un techo parecido soportado por solo ocho grandes columnas de acero. El pabellón del  T-D Centre fue descrito por The Globe and Mail como "entre los mejores espacios diseñados por Mies."
Incorporado en las plantas más bajas del proyecto está un gran centro comercial subterráneo, revestido con el mismo aluminio negro y travertino que los lobbies de arriba, que fue la génesis del sistema PATH de Toronto. También se extendió a esta zona el estricto sentido del diseño de Mies; para mantener las líneas puras y la ordenada estética del medio, Mies estipuló, con el respaldo de Phyllis y Alan Lambert, que los escaparates debían consistir solo en los paneles de cristal y aluminio negro que él había especificado. Incluso los letreros se restrigieron a solo letras blancas en un panel de aluminio negro, y solo en la fuente específica que Mies había diseñado para el  T-D Centre. Un cine de 690 asientos Famous Players se incluyó originalmente dentro de este centro comercial subterráneo, pero, aunque el espacio aún existe, fue cerrado en 1978 debido a redundancia después de que abrieran nuevos cines por toda la ciudad.

### Detalles técnicos
| Edificio                                                                         | Año completado | Altura   | Plantas | Dirección                       | Arquitectos                                                                                           |
| -------------------------------------------------------------------------------- | -------------- | -------- | ------- | ------------------------------- | --- |
| Torre Toronto-Dominion Bank                                                      | 1967           | 222,86 m | 56      | 66 Oeste de la calle Wellington | Bregman + Hamann Architects y John B. Parkin Associates in consultation with Ludwig Mies van der Rohe |
| Torre Royal Trust                                                                | 1969           | 182,88 m | 46      | 77 King Street West             | Bregman + Hamann Architects y John B. Parkin Associates in consultation with Ludwig Mies van der Rohe |
| Torre Canadian Pacific (antiguamente Commercial Union Tower)                     | 1974           | 128,02 m | 32      | 100 Wellington Street West      | Bregman + Hamann Architects                                                                           |
| Torre TD Waterhouse (antiguamente Aetna Tower, IBM Tower, y Maritime Life Tower) | 1985           | 153,57 m | 36      | 79 Wellington Street West       | Bregman + Hamann Architects                                                                           |
| Torre Ernst & Young                                                              | 1991           | 133,20 m | 31      | 222 Bay Street                  | Bregman + Hamann Architects y Scott Tan de Bibiana                                                    |
| 95 Oeste de la calle Wellington                                                  | 1987           | 96,93 m  | 22      | 95 Wellington Street West       | Pellow + Associates Architects Inc.                                                                   |

## Historia

### Orígenes
Después de que la fusión de 1955 del Bank of Toronto y el Dominion Bank se consolidara en 1962, los directores del Toronto-Dominion decidieron encargar una nueva sede para demostrar la aparición del banco como una institución nacional reputable. Allen Lambert, antiguo Presidente del Consejo del Toronto-Dominion Bank, aseguró una asociación cooperativa a finales de la década de 1950 con la Fairview Corporation (ahora Cadillac Fairview) propiedad de Bronfman, para construir una nueva sede para el Toronto-Dominion Bank; esto marcó una primera vez en el proceso de desarrollo en Canadá, en la que un banco, en lugar de crear su sede solo, se había alineado con los intereses inmobiliarios y de la ciudad para influir en el espacio urbano. La sociedad se estableció al 50-50, con el banco teniendo la última palabra en el diseño del complejo, y Phyllis Lambert (cuñada de Allen Lambert, y miembro de la familia Bronfman) fue llamada como asesora en la competición del  T-D Centre. Gordon Bunshaft, entonces jefe de diseño de Skidmore, Owings and Merrill, fue contratado originalmente por el consorcio; su propuesta preveía soportes estructurales exteriores para la torre de oficinas principal, que por tanto necesitaría juntas deslizantes semejantes a pistones en la azotea para hacer frente a la expansión y contracción de la estructura debida al tiempo. Phyllis Lambert se opuso a esta propuesta, viéndola muy radical, y diciendo posteriormente en una entrevista que "era una propuesta ridícula en muchos aspectos...Incluso en un clima suave, habría sido problemático." Bunshaft, debido a su negativa a rediseñar, fue relevado de su encargo.
Esta salida dejó a John Parkin, el arquitecto local que habría trabajado con Bunshaft, como único diseñador del Toronto-Dominion Centre. Su firma presentó un modelo mostrando una torre de hormigón de 100 plantas (que sería la más grande de la Mancomunidad de Naciones) situada en una plaza con un patio hundido que contenía un pabellón bancario circular. Fue en este momento cuando Phyllis Lambert insistió en que se llamara a Ludwig Mies van der Rohe (quien conocía por haber sido el director de planeamiento del Seagram Building) para una entrevista. Mies no se impresionó por los diseños conceptuales de Parkin y se preguntó por qué alguien diseñaría un edificio al que se accediera por su sótano. Con esto, la propuesta de Parkin fue desechada y se convenció a Allen Lambert para poner a Mies a cargo. Aunque él estaba técnicamente encargado como el consultor de diseño de los arquitectos locales, John B. Parkin and Associates y Bregman + Hamann Architects, el proyecto fue esencialmente diseño de Mies en su totalidad, demostrando todas las características clave de su singular estilo.

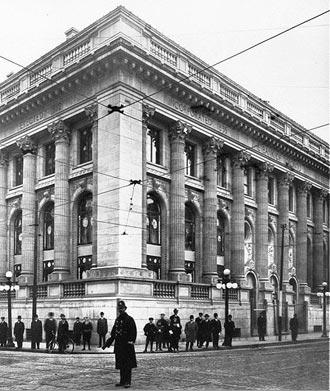
Oficina central del Bank of Toronto, demolida para permitir la construcción del Toronto-Dominion Centre.

La elección de Mies, y su nuevo diseño, añadió al proyecto la importancia de ser un símbolo de la emergencia de Toronto como ciudad importante, e influyó en el diseño de todos los siguientes rascacielos de Toronto. También fue el último trabajo importante de Mies antes de su muerte en 1969. Esto siguió el precedente establecido por la anterior sede del Toronto-Dominion Bank. Las oficinas de 1862 del Bank of Toronto en las Calles Wellington y Church Streets fueron diseñadas por William Kauffman, y su sede de 1913 fue diseñada por Carrère and Hastings en estilo Beaux Arts. Ambas firmas de arquitectos eran las más conocidas y respetadas de sus respectivos tiempos.

### Construcción
La construcción del  T-D Centre exigió que Fairview adquiriera una manzana completa del centro de Toronto, excepto algunas fachadas en la calle Bay y en la esquina de las calles King y York. Entre las pérdidas notables de la posterior demolición está el Rossin House Hotel, construido en la década de 1850 y que fue uno de los hoteles preeminentes de la ciudad. The Carrère y la sede del Hastings Bank of Toronto, en la esquina suroeste de las calles King y Bay, también fueron derribados a pesar de las protestas instando a que estos edificios Beaux Arts fueran incorporados al nuevo complejo. Los directivos de Fairview los demolieron y dijeron simplemente que "no pegaban." Algunos elementos del antiguo edificio aún se pueden encontrar como reliquias en los jardines de Guild Inn, en Scarborough, Ontario.
El primer edificio que se completó fue la Toronto-Dominion Bank Tower en 1967. Aunque el complejo no estaba acabado, la apertura oficial tuvo lugar el 1 de julio de dicho año, para coincidir con la celebración del Centenario de Canadá, presidida por la Princesa Alejandra, acompañada por su marido, Sir Angus Ogilvy. Con 222,8 m, la Toronto-Dominion Bank Tower fue el edificio más alto de Canadá cuando se completó y se mantiene en la actualidad como el quinto más alto de Toronto. Siguieron la finalización del pabellón bancario y la Royal Trust Tower, en 1968 y 1969 respectivamente. La Commercial Union(ahora Canadian Pacific) fue añadida en 1974, y fue la primera del complejo que no fue concebida por Mies en su plan original. Fue seguida por la torre de IBM (ahora TD Waterhouse Tower), construida al sur de la calle Wellington al lado del campus original en 1985.
En 1987 se finalizó el edificio de 23 plantas del 95 de la calle Wellington y contiene 31.000 m². Fairview Cadillac lo compró en 1998 y lo incorporó al Toronto-Dominion Centre.
Con poco espacio disponible en o cerca de la manzana, en 1992 se construyó el último edificio, la torre Ernst & Young, sobre la Bolsa de Toronto, de la década de 1930. Este nuevo edificio se desvía de la estricta estética de Mies de todas las torres previas, para adaptarse a la fachada art déco del edificio antiguo. La Ernst and Young está conectada a la Toronto-Dominion Bank en la planta baja y mediante un pasadizo elevado peatonal en las plantas seis y siete, así como por el centro comercial subterráneo.

### El complejo en funcionamiento
El complejo fue noticia en todo el mundo en 1993 cuando Garry Hoy, un abogado de 39 años del bufete Holden Day Wilson LLP, cayó 24 plantas a su muerte mientras demostraba la resistencia de las ventanas de la Toronto-Dominion Bank Tower a un grupo de visita de estudiantes de derecho apoyándose en el cristal.
Las renovaciones del centro comercial subterráneo, que comenzaron a finales de la década de 1990, han causado controversia en la comunidad arquitectónica de Toronto porque el administrador del edificio, presionado por los inquilinos que querían tener más visibilidad, ha relajado las estrictas directrices de diseño y permitido más señalización individual. También se han renovado los techos, de los originales paneles de yeso lisos con luces empotradas a techos artesonados.
Los tres edificios originales y las plazas del Toronto-Dominion Centre fueron reconocidos en su conjunto como parte del patrimonio de Ontario en 2005, cuando una placa de Ontario Heritage Trust fue descubierta por Eduardo de Wessex, y su mujer, Sofía, junto con el antiguo gobernador de Ontario Lincoln Alexander.
El 8 de septiembre de 2011, Cadillac Fairview y TD Bank Group anunciaron que iban a instalar un techo verde en el pabellón bancario. Esto es parte del objetivo de Cadillac Fairview de lograr la certificación LEED para el complejo en 2013 y ayudará a proteger el edificio de la ganancia de calor solar y reducirá la escorrentía en tormentas.